# Garden Grove
Garden Grove is een stad in Orange County in de Amerikaanse staat Californië en telt 165.196 inwoners. Het is hiermee de 124e stad in de Verenigde Staten (2000). De oppervlakte bedraagt 46,6 km², waarmee het de 221e stad is.

## Demografie
Van de bevolking is 9,5 % ouder dan 65 jaar en bestaat voor 15,2 % uit eenpersoonshuishoudens. De werkloosheid bedraagt 3,3 % (cijfers volkstelling 2000).
Ongeveer 32,5 % van de bevolking van Garden Grove bestaat uit hispanics en latino's, 1,3 % is van Afrikaanse oorsprong en 30,9 % van Aziatische oorsprong.
Het aantal inwoners steeg van 143.660 in 1990 naar 165.196 in 2000.

## Crystal Cathedral resp. Christ Cathedral
Garden Grove is internationaal vooral bekend als vestigingsplaats van de Crystal Cathedral, het kerkgebouw en voormalige kerkgemeenschap van dominee Robert H. Schuller waar wekelijks de televisiedienst Hour of Power werd opgenomen.

Het gebouw is in 2013 overgenomen door de Rooms-Katholieke Kerk en omgedoopt in Christ Cathedral.

## Klimaat
In januari is de gemiddelde temperatuur 14,1 °C, in juli is dat 22,6 °C. Jaarlijks valt er gemiddeld 311,7 mm neerslag (gegevens op basis van de meetperiode 1961-1990).

## Plaatsen in de nabije omgeving
De onderstaande figuur toont nabijgelegen plaatsen in een straal van 16 km rond Garden Grove.

## Geboren in Garden Grove
- Dexter Holland (1965) Amerikaanse zanger
- Leah O'Brien (1974), Amerikaans softbalster
- Jennette McCurdy (1992), Amerikaans actrice en zangeres
- Coryn Rivera (1992), Amerikaans wielrenster